# Кубок Білорусі з футболу
Кубок Республіки Білорусь — другий за значенням футбольний турнір у Білорусі.
Кубок Республіки Білорусь засновано за часів СРСР, однак до 1992 року в ньому брали участь лише колективи фізкультури та білоруські представники нижчих ліг радянського футболу.
З 1992 року турнір отримав нове дихання, в ньому стали брати участь усі білоруські клуби (з 2000-х років, команди із професійним статусом), а перемога в турнірі дає право участі в Кубку володарів кубків УЄФА (з 1999 року — в Кубку УЄФА, з 2009 року — в Лізі Європи, а з 2021 року — в Лізі конференцій).

## Володарі Кубка

### Таблиця володарів Кубка Республіки Білорусь
| Клуб                               | Володар кубка | Фіналіст | Роки здобуття кубку          |
| ---------------------------------- | ------------- | -------- | ---------------------------- |
| БАТЕ (Борисов)                     | 5             | 7        | 2006, 2010, 2015, 2020, 2021 |
| Динамо (Мінськ) Динамо-93 (Мінськ) | 3 1           | 2 1      | 1992, 1994, 2003 1995        |
| Шахтар (Солігорськ)                | 3             | 5        | 2004, 2014, 2019             |
| Німан (Гродно)                     | 3             | 2        | 1993, 2024, 2025             |
| Динамо-Берестя                     | 3             | 1        | 2007, 2017, 2018             |
| ФК Гомель                          | 3             | 1        | 2002, 2011, 2022             |
| Білшина (Бобруйськ)                | 3             |          | 1997, 1999, 2001             |
| МПКЦ (Мозир) Славія (Мозир)        | 1             | 2        | 1996 2000                    |
| Торпедо-БелАЗ                      | 2             | 2        | 2016, 2023                   |
| МТЗ-РІПО (Мінськ)                  | 2             |          | 2005, 2008                   |
| Нафтан (Новополоцьк)               | 2             |          | 2009, 2012                   |
| ФК Мінськ                          | 1             | 1        | 2013                         |
| Локомотив-96 (Вітебськ)            | 1             | 1        | 1998                         |
| Іслоч                              |               | 2        |                              |
| Дніпро (Могильов)                  |               | 1        |                              |
| Ведрич (Річиця)                    |               | 1        |                              |
| Фандок (Бобруйськ)                 |               | 1        |                              |
| Торпедо-МАЗ (Мінськ)               |               | 1        |                              |
| Локомотив (Мінськ)                 |               | 1        |                              |

### Фінали Кубка Білорусі
| Сезон     | Переможець              | Рахунок          | Фіналіст             | Місце проведення                                                |
| --------- | ----------------------- | ---------------- | -------------------- | --------------------------------------------------------------- |
| 1992      | Динамо (Мінськ)         | 6:1              | Дніпро (Могилів)     | 24 червня 1992 року Мінськ, «Динамо» Глядачів: 2 500            |
| 1992–1993 | Німан (Гродно)          | 2:1              | Ведрич (Річиця)      | 22 червня 1993 року Мінськ, «Динамо» Глядачів: 11 000           |
| 1993–1994 | Динамо (Мінськ)         | 3:1              | Фандок (Бобруйськ)   | 24 червня 1994 року Мінськ, «Динамо» Глядачів: 3 000            |
| 1994–1995 | Динамо-93 (Мінськ)      | 1:1 (7:6 п.п.)   | Торпедо (Могильов)   | 28 червня 1995 року Мінськ, «Динамо» Глядачів: 2 500            |
| 1995–1996 | МПКЦ (Мозир)            | 4:1              | Динамо (Мінськ)      | 17 травня 1996 року Мінськ, «Динамо» Глядачів: 7 600            |
| 1996–1997 | Білшина (Бобруйськ)     | 2:0              | Динамо-93 (Мінськ)   | 25 травня 1997 року Мінськ, «Динамо» Глядачів: 7 000            |
| 1997–1998 | Локомотив-96 (Вітебськ) | 2:1 (д.ч.)       | Динамо (Мінськ)      | 26 травня 1998 року Мінськ, «Динамо» Глядачів: 4 000            |
| 1998–1999 | Білшина (Бобруйськ)     | 1:1 (4:2 п.п.)   | Славія (Мозир)       | 29 травня 1999 року Мінськ, «Динамо» Глядачів: 4 500            |
| 1999–2000 | Славія (Мозир)          | 2:1              | Торпедо-МАЗ (Мінськ) | 28 травня 2000 року Мінськ, «Динамо» Глядачів: 4 000            |
| 2000–2001 | Білшина (Бобруйськ)     | 1:0              | Славія (Мозир)       | 27 травня 2001 року Мінськ, «Динамо» Глядачів: 8 000            |
| 2001–2002 | ФК Гомель               | 2:0              | БАТЕ (Борисов)       | 26 травня 2002 року Вітебськ, «Динамо» Глядачів: 3 600          |
| 2002–2003 | Динамо (Мінськ)         | 2:0              | Локомотив (Мінськ)   | 24 травня 2003 року Мінськ, «Динамо» Глядачів: 12 000           |
| 2003–2004 | Шахтар (Солігорськ)     | 1:0 (д.ч.)       | ФК Гомель            | 16 травня 2004 року Мінськ, «Динамо» Глядачів: 8 500            |
| 2004–2005 | МТЗ-РІПО (Мінськ)       | 2:1              | БАТЕ (Борисов)       | 22 травня 2005 року Мінськ, «Динамо» Глядачів: 15 500           |
| 2005–2006 | БАТЕ (Борисов)          | 3:1 (д.ч.)       | Шахтар (Солігорськ)  | 27 травня 2006 року Мінськ, «Динамо» Глядачів: 5 200            |
| 2006–2007 | Динамо (Брест)          | 0:0 (4:3 п.п.)   | БАТЕ (Борисов)       | 27 травня 2007 року Мінськ, «Динамо» Глядачів: 9 500            |
| 2007–2008 | МТЗ-РІПО (Мінськ)       | 2:1              | Шахтар (Солігорськ)  | 18 травня 2008 року Мінськ, «Динамо» Глядачів: 8 500            |
| 2008–2009 | Нафтан (Новополоцьк)    | 2:1 (д.ч.)       | Шахтар (Солігорськ)  | 31 травня 2009 року Мінськ, «Динамо» Глядачів: 9 000            |
| 2009–2010 | БАТЕ (Борисов)          | 5:0              | Торпедо (Жодіно)     | 23 травня 2010 року Мінськ, «Динамо» Глядачів: 10 200           |
| 2010–2011 | ФК Гомель               | 2:0              | Німан (Гродно)       | 29 травня 2011 року Мінськ, «Трактор» Глядачів: 9 000           |
| 2011–2012 | Нафтан (Новополоцьк)    | 2:2 (4:3 п.п.)   | ФК Мінськ            | 20 травня 2012 року Мінськ, «Динамо» Глядачів: 9 800            |
| 2012–2013 | ФК Мінськ               | 1:1 (4:1 п.п.)   | Динамо (Мінськ)      | 29 травня 2011 року Жодіно, «Торпедо» Глядачів: 5 200           |
| 2013–2014 | Шахтар (Солігорськ)     | 1:0              | Німан (Гродно)       | 3 травня 2014 року Борисов, Борисов-Арена Глядачів: 11 000      |
| 2014–2015 | БАТЕ (Борисов)          | 4:1              | Шахтар (Солігорськ)  | 24 травня 2015 року Гомель, Центральний стадіон Глядачів: 9 100 |
| 2015–2016 | Торпедо-БелАЗ           | 0:0 дч пен. 3:2  | БАТЕ (Борисов)       | 21 травня 2016 року Берестя, Берестейський, Глядачів: 4 500     |
| 2016–2017 | Динамо-Берестя          | 1:1 дч пен. 10:9 | Шахтар (Солігорськ)  | 28 травня 2017 року Німан, Гродно                               |
| 2017–2018 | Динамо-Берестя          | 3:2              | БАТЕ (Борисов)       | 19 травня 2018 року Німан, Могильов                             |
| 2018–2019 | Шахтар (Солігорськ)     | 2:0              | Вітебськ             | 26 травня 2019 року Вітебський, Вітебськ                        |
| 2019–2020 | БАТЕ (Борисов)          | 1:0 дч           | Динамо-Берестя       | 24 травня 2020 року Динамо, Мінськ                              |
| 2020–2021 | БАТЕ (Борисов)          | 2:1              | Іслоч                | 23 травня 2021 року Центральний стадіон, Гомель                 |
| 2021–2022 | Гомель                  | 2:1              | БАТЕ (Борисов)       | 21 травня 2022 року Динамо, Мінськ                              |
| 2022–2023 | Торпедо-БелАЗ           | 2:0              | БАТЕ (Борисов)       | 21 травня 2023 року Динамо, Мінськ                              |
| 2023–2024 | Німан                   | 2:0              | Іслоч                | 25 травня 2024 року Торпедо, Жодіно                             |
| 2024–2025 | Німан                   | 3:0              | Торпедо-БелАЗ        | 24 травня 2025 року <br/Німан, Гродно                           |

### Фінали Кубка Білоруської РСР (1936-1991 роки)
| Сезон/Роки               | Переможець                | Рахунок  | Фіналіст                  |
| ------------------------ | ------------------------- | -------- | ------------------------- |
| 1936                     | Динамо (Мінськ)           | 3-1      | Спартак (Мінськ)          |
| 1937-1938 не проводилися |                           |          |                           |
| 1939                     | ІФК (Мінськ)              | 6-1      | Спартак (Бобруйськ)       |
| 1940                     | Динамо (Мінськ)           | 1-0      | БЧА (Мінськ)              |
| 1945                     | ОБО (Мінськ)              | 1-0      | Динамо (Мінськ) II        |
| 1946                     | ОБО (Мінськ)              | 4-0      | КВТ (Брест)               |
| 1947                     | Торпедо (Мінськ)          | 8-0      | Динамо (Барановичі)       |
| 1948                     | Збірна Борисова           | 3-0      | Динамо (Брест)            |
| 1949                     | ОБО (Бобруйськ)           | 2-0      | Торпедо (Мінськ)          |
| 1950                     | ОБО (Мінськ)              | 2-1      | Торпедо (Мінськ)          |
| 1951                     | ОБО (Мінськ)              | 9-1      | Спартак (Бобруйськ)       |
| 1952                     | Спартак (Мінськ)          | 3-0      | ОБО (Мінськ)              |
| 1953                     | Спартак (Мінськ)          | 10-0     | Будівельник (Мозир)       |
| 1954                     | Торпедо (Вітебськ)        | 4-1      | КМО (Мінськ)              |
| 1955                     | Буревісник (Мінськ)       | 4-1      | КМО (Мінськ)              |
| 1956                     | Мінський район            | 3-0      | Могильовський район       |
| 1957                     | Супутник (Мінськ)         | 4-1      | Команда Полоцького району |
| 1958                     | МТЗ (Мінськ)              | 1-1, 1-0 | Збірна Борисова           |
| 1959                     | Завод Ворошилова (Мінськ) | 6-2      | Збірна Борисова           |
| 1960                     | Супутник (Мінськ)         | 0-0, 3-2 | Трактор (Мінськ)          |
| 1961                     | Супутник (Мінськ)         | 3-2      | Трактор (Мінськ)          |
| 1962                     | Торпедо (Мінськ)          | 1-0      | Супутник (Мінськ)         |
| 1963                     | Супутник (Мінськ)         | 1-0      | Спартак (Мінськ)          |
| 1964                     | Гвардієць (Мінськ)        | 3-1      | Нароча (Молодечно)        |
| 1965                     | Нафтовик (Новополоцьк)    | 1-0      | Локомотив (Брест)         |
| 1966                     | Супутник (Мінськ)         | 2-0      | Мебельник (Бобруйськ)     |
| 1967                     | Супутник (Мінськ)         | 1-0      | Торпедо (Мінськ)          |

| Сезон/Роки | Переможець              | Рахунок       | Фіналіст                |
| ---------- | ----------------------- | ------------- | ----------------------- |
| 1968       | Торпедо (Мінськ)        | 2-1           | Спартак (Мінськ)        |
| 1969       | Торпедо (Жодіно)        | 3-1           | Гомельський університет |
| 1970       | Супутник (Мінськ)       | 1-1, 2-0      | Торпедо (Жодіно)        |
| 1971       | Торпедо (Жодіно)        | 4-0, 2-1      | Старт (Орша)            |
| 1972       | Торпедо (Жодіно)        | 2-0           | Обувщик (Ліда)          |
| 1973       | Орбіта (Мінськ)         | 2-0           | Будівельник (Бобруйськ) |
| 1974       | Будівельник (Бобруйськ) | 1-0           | Орбіта (Мінськ)         |
| 1975       | Будівельник (Бобруйськ) | 1-0           | Темп (Орша)             |
| 1976       | БАТЕ (Борисов)          | 2-0           | Буревісник (Мінськ)     |
| 1977       | Торпедо (Жодіно)        | 3-1           | Шинник (Бобруйськ)      |
| 1978       | Торпедо (Жодіно)        | 2-1           | Буревісник (Мінськ)     |
| 1979       | Шинник (Бобруйськ)      | 3-1           | Педінститут (Брест)     |
| 1980       | Буревісник (Мінськ)     | 3-1           | Шинник (Бобруйськ)      |
| 1981       | Торпедо (Жодіно)        | 4-4 пен (5-4) | Імпульс (Гродно)        |
| 1982       | Торпедо (Жодіно)        | 3-0           | Обувщик (Ліда)          |
| 1983       | Торпедо (Жодіно)        | 1-0           | Імпульс (Гродно)        |
| 1984       | Орбіта (Мінськ)         | 2-0           | Торпедо (Жодіно)        |
| 1985       | Шахтар (Солігорськ)     | 3-1           | Олімп (Гродно)          |
| 1986       | Шахтар (Солігорськ)     | 3-0           | Супутник (Мінськ)       |
| 1987       | СКІФ (Мінськ)           | 1-1 пен (4-2) | Темп (Орша)             |
| 1988       | Шахтар (Солігорськ)     | 0-0 пен (4-3) | Педінститут (Брест)     |
| 1989       | Супутник (Мінськ)       | 8-2           | Торпедо (Жодіно)        |
| 1990       | Металург (Молодечно)    | 2-1 дод. час  | СКІФ-ШВСМ (Мінськ)      |
| 1991       | Металург (Молодечно)    | 2-0           | Шинник (Бобруйськ)      |